# ウラジーミル・ツヴェトコフ
ウラジーミル・ツヴェトコフ（ロシア語: Владимир Цветков, ラテン文字転写: Vladimir Tsvetkov、1980年11月2日 - ）は、ロシアモスクワ出身の男性アイスダンス選手。1999年、2000年ISUジュニアグランプリファイナル3位。パートナーはミリアム・シュタイネルなど。

## 経歴
ロシアのモスクワに生まれ、3歳のときにスケートを始めた。やがてアイスダンスに転向。ユリア・ラリナとのカップルを経て、のちにパートナーを求めてロシアからドイツに渡り、1997年11月にミリアム・シュタイネルとカップルを結成した。
1999-2000年シーズンからISUジュニアグランプリ(JGP)に参戦し、翌2000-2001年シーズンにはJGPブラオエン・シュベルター杯とJGPメキシコ杯で2位、初進出のISUジュニアグランプリファイナルでは3位となり頭角を現した。2000-2001年シーズンにはJGPSBC杯でISUジュニアグランプリ初優勝を飾り、2年連続の出場となったJGPファイナルでは3位となる。
2002-2003年シーズンからシニアクラスに転向し、ISUグランプリシリーズに参戦。ドイツ選手権では2位となるなど活躍したが、シーズン終了後にカップルは解散し、引退。
引退後はプロスケーターとして活動し、のちにフィギュアスケートコーチ兼振付師に転進。現在はアイスダンス選手を中心に多くの選手の指導を行っている。

## 主な戦績
| 大会/年              | 1999-00 | 2000-01 | 2001-02 | 2002-03 |
| -------------------- | ------- | ------- | ------- | ------- |
| ドイツ選手権         |         |         |         | 2       |
| GPラリック杯         |         |         |         | 7       |
| GPボフロスト杯       |         |         |         | 6       |
| 世界Jr.選手権        |         | 5       | 4       |         |
| JGPファイナル        |         | 3       | 3       |         |
| JGPSBC杯             |         |         | 1       |         |
| JGPハーグ            |         |         | 3       |         |
| JGP B.シュベルター杯 |         | 2       |         |         |
| JGPメキシコ杯        |         | 2       |         |         |
| JGPチェコスケート    | 6       |         |         |         |
| JGPクロアチア杯      | 4       |         |         |         |

### 詳細
| 2002-2003 シーズン  |                                                          |    |    |    |      |
| 開催日              | 大会名                                                   | CD | OD | FD | 結果 |
| 2002年11月14日-17日 | ISUグランプリシリーズ ラリック杯（パリ）                 | 7  | 7  | 7  | 7    |
| 2002年11月8日-10日  | ISUグランプリシリーズ ボフロスト杯（ゲルゼンキルヒェン） | 6  | 6  | 6  | 6    |